# Juan López Gutiérrez
Juan López Gutiérrez (* 1830) war vom 6. bis zum 18. Oktober 1855 Präsident von Honduras.

## Leben
Juan Lopez heiratete Soledad Gutiérrez Lozano. Ihr Sohn war Rafael López Gutiérrez.
1855 ließ General José Rafael Carrera Turcios von Guatemala wiederholt seine Truppen Honduras angreifen um General José de la Trinidad Francisco Cabañas Fiallos zu stürzen. Am 6. Juli 1855 wurden die honduranischen Truppen bei Los Llanos de Santa Rosa und der Stadt Gracias geschlagen.
Der General der honduranischen Armee Juan López putschte am 6. Oktober 1855 bei Masaguara in der Nähe des Valle de Jesús de Otoro.
Präsident General Juan López ernannte José Santiago Bueso Soto zu seinem Stellvertreter, welcher ab 18. Oktober 1855 geschäftsführender Präsident war.
Unter José María Medina war López 1865 an der Niederschlagung des Aufstandes von Olancho beteiligt.
Unter Ponciano Leiva war López Kriegsminister in der in Ciudad de Choluteca am 23. November 1873, eingerichteten Gegenregierung zu der Regierung von Carlos Céleo Arias López und war als solcher bei der siebentägigen Belagerung von Ciudad de Comayagua, bis Heilige Drei Könige 1874 Befehlshaber.